# Haddadus binotatus
Haddadus binotatus is een kikker uit de familie Craugastoridae.
De soort werd voor het eerst wetenschappelijk beschreven door Johann Baptist von Spix in 1824. Oorspronkelijk werd de wetenschappelijke naam Rana binotata gebruikt. De kikker behoorde lange tijd tot andere geslachten zoals Hyla, Enydrobius, Hylodes en Eleutherodactylus.
Haddadus binotatus leeft in Zuid-Amerika en komt endemisch voor in Brazilië.
Onderfamilies

Ceuthomantinae ·
Craugastorinae ·
Holoadeninae